# 真貝康一
真貝 康一（しんがい こういち）は、日本の実業家で、日本貨物鉄道（JR貨物）代表取締役会長。
秋田県出身。東京教育大学附属駒場高等学校(現:筑波大学附属駒場高等学校)、東京大学法学部卒業。1978年日本興業銀行(現:みずほ銀行)入行。2007年JR貨物入社。2009年JR貨物執行役員。2016年取締役兼常務執行役員。2018年6月代表取締役社長兼社長執行役員(第7代)、2022年6月代表取締役会長兼会長執行役員に就任。2023年6月日本物流団体連合会会長にも就任した。